# Карась Сава Леонтійович
Са́ва Леонтійович Карась (14 лютого (27 лютого) 1905, с. Великі Немиринці (нині — Хмельницького району Хмельницької області — 26 березня 1963, м. Маріуполь, Донецька область) — радянський військовик, підполковник Радянської армії ЗС СРСР, учасник німецько-радянської війни, Герой Радянського Союзу (1945).

## Біографія
Сава Карась народився 14 лютого (27 лютого) 1905 року в селі Великі Немиринці (нині — Хмельницького району Хмельницької області). Здобув неповну середню освіту, після чого працював кочегаром. У 1927 році Карась був призваний до лав Робітничо-селянської Червоної армії. 1931 року він закінчив Київське піхотне училище, 1940 року — курси «Постріл». Служив на кордоні з Іраном .
У лютому 1942 року під час невдалої висадки десанту у Криму Сава Леонтійович Карась отримав поранення та потрапив у німецький полон. Кілька разів він намагався втекти з полону. Зумівши нарешті втекти, Карась очолив підпільну групу на Азовському заводі № 1 (нині Азовсталь у Маріуполі), а пізніше — партизанський загін. Брав участь у рейдах німецькими тилами, підтримував війська Південного фронту при звільненні Маріуполя.
До травня 1944 року майор Сава Карась був заступником командира 1369-го стрілецького полку з стройової частини, 417-ї стрілецької дивізії 51-ї армії 4-го Українського фронту. Відзначився під час визволення Севастополя. Коли командир полку вибув із ладу, Карась прийняв командування полком він і організував прорив німецької оборони. Під час штурму Сапун-гори Карась особисто вів в атаку штурмовий загін, який знищив близько роти німецької піхоти, 7 вогневих точок, захопив 4 кулемети та першу лінію траншей. Під час атаки на другу лінію траншів стрілецький полк під командуванням Карася знищив 6 дотів та 10 дзотів і одним із перших вступив до Севастополя. Всього ж за три дні боїв за місто 1369-й стрілецький полк знищив понад 600 ворожих солдатів та офіцерів, 8 дотів, 17 дзотів та 27 вогневих точок .
Указом Президії Верховної Ради СРСР від 24 березня 1945 року за «мужність, відвагу та героїзм, виявлені в боротьбі з німецькими загарбниками» майору Саві Карасю присвоєне звання Героя Радянського Союзу з врученням ордена Леніна та медалі «Золота Зірка».
Усього ж за час своєї участі у боях Карась був 26 разів поранений. У грудні 1945 року у званні підполковника він був звільнений у запас. Мешкав у Жданові (нинішній Маріуполь), з грудня 1946 року працював директором молокозаводу. Помер 26 березня 1963 року. Похований на Центральному цвинтарі Маріуполя.

## Нагороди
- Звання Героя Радянського Союзу з врученням ордена Леніна та медалі «Золота Зірка».
- Два ордени Червоного Прапора.
- Орден Червоної Зірки.
- Медалі.